# IRAS 18162−2048
IRAS 18162-2048 é uma fonte de infravermelho distante descoberta pela espaçonave IRAS em 1983. Ela está associada a uma proto-estrutura massiva (~10 massas solares), que acumula gás de um disco que a circunda. IRAS 18162-2048 emite dois jatos de rádio ao longo de seu eixo de rotação alinhadas na direção sudoeste-nordeste. O jato do norte termina no objeto de Herbig-Haro HH 81N, enquanto o sul termina nos objetos HH 80 e HH 81. A luminosidade total do IRAS 18162-2048 é de cerca de 17.000 luminosidades solares. A extensão total deste sistema de jatos e fontes de rádio é de cerca de 5 pc.
Em 2010, descobriu-se que o jato sul do IRAS 18162-2048 emitia ondas de rádio polarizadas, o que indicava que elas eram produzidas por elétrons relativísticos que se moviam ao longo do campo magnético. Essa observação foi a primeira do tipo demonstrando que uma protoestrela pode ter um jato magnetizado.